# King Island (Alaska)
Pour les articles homonymes, voir Île King.
King Island est une île inhabitée située dans la mer de Bering, à l'ouest de l'Alaska. Elle se trouve à 64 km du cap Douglas, et est au sud de Wales.
L'île fut découverte par le capitaine James Cook en 1778 qui la nomma ainsi en l'honneur du lieutenant James King, un officier de son expédition.
L'île s'étend sur 1,6 km. Elle n'a été habitée que l'hiver par à peu près 200 Inupiat qui se donnèrent le nom de Aseuluk. Les Aseuluk passaient leurs hivers à chasser sur l'île et leurs étés dans une activité similaire dans les environs de l'actuel Nome sur le continent, proche de King Island. Les Aseuluk appelaient l'île Ukivuk. À la fondation de Nome, les Inupiat commencèrent à commercer avec la ville et s'y établirent progressivement et King Island fut abandonnée vers 1970.